# Garfield Reid
Garfield Reid (ur. 14 stycznia 1981) – jamajski piłkarz występujący na pozycji obrońcy. Zawodnik klubu Benfica FC.

## Kariera klubowa
Reid karierę rozpoczynał w 2002 roku w Rivoli United. W 2004 roku przebywał na wypożyczeniu w norweskim klubie Hamarkameratene z Adeccoligaen. Spędził tam sezon 2004, a potem wrócił do Rivoli. Na początku 2006 roku przeszedł do Waterhouse FC. W tym samym roku zdobył z nim mistrzostwo Jamajki, a w 2008 roku Puchar Jamajki.
W 2009 roku Reid wrócił do Rivoli United. Tym razem grał tam przez rok, a potem przeniósł się do drużyny Benfica FC.

## Kariera reprezentacyjna
W reprezentacji Jamajki Reid zadebiutował w 2004 roku. W 2005 roku został powołany do kadry na Złoty Puchar CONCACAF. Zagrał na nim w meczach z Meksykiem (0:1) i Stanami Zjednoczonymi (1:3), a Jamajka zakończyła turniej na ćwierćfinale.